# Tang Yulin

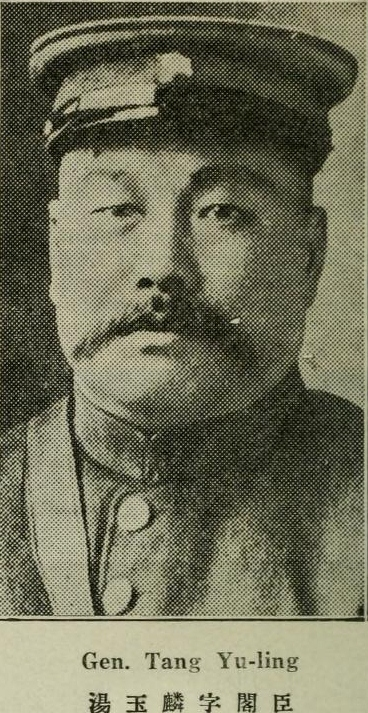
Tang Yu Lin

Tang Yulin (chinesisch 汤玉麟, Pinyin Tāng Yùlín, W.-G. T'ang Yü-lin; * 1877 in Fuxin, Liaoning; † 1937 in Tianjin) war ein Chinesischer Warlord der Fengtien Clique (奉系军阀; 奉系軍閥 Fèng Xì Jūnfá) und Vorsitzender der Regierung von Rehe (Jehol).

## Leben
Tang Yulin wurde 1871 in Fuxin, Liaoning, geboren. 1902 schloss er sich dem Fengtian First Road Defense Sentry Patrol Battalion an und wurde Offizier. 1912 erhielt er das Kommando über das 27. Regiment, 27. Kavallerie-Division, und im folgenden Jahr wurde er zum Kommandant der 52. (53.) Brigade befördert. 1917 nahm er an der Wiedereinstellung der Qing-Dynastie unter Kaiser Puyi teil, die General Zhang Xun nur für zwei Wochen aufrechterhalten konnte. Nachdem Zhang Xun von General Duan Qirui besiegt wurde, floh er nach Fuxin, um dort als Privatmann zu leben. 1919 kehrte er jedoch zurück und wurde zum Inspekteur der Provinz Fengtian, eine der drei Nordöstlichen Provinzen, ernannt. Im Mai 1921 wurde er zum Kommandanten der 11. Brigade befördert. Während des Zweiten Zhili-Fengtian Krieges 1924 kommandierte er die Fengtian 11. Infanterie-Division.
1926 wurde er zum Kommandanten der r ernannt und erhielt zusätzlich den Posten des Vorsitzenden der Regierung von Rehe. Diesen Posten hielt er vom 5. April 1926 bis Juli 1932. Nach dem Flaggenwechsel 1928 (Chinesische Vereinigung) am Ende des Nordfeldzugs (1926–1927) wurde Tang von der Partei Guomindang in seinem Posten bestätigt und zum Gouverneur und Kommandanten der 36. Division gemacht. Seine zahlreichen Enteignungen und Steuern brachten ihm große Einkünfte, die er dazu benutzte, Luxusvillen in italienischer Konzession in Tianjin zu kaufen. Er beteiligte sich auch am Opiumhandel und führte eine Opiumfabrik an seiner Residenz in Chengde, außerdem handelte er mit Mandschu-Antiquitäten in den Handelshäfen.
Im späten Februar 1933 griffen die Japaner in der Operation Nekka Jehol an. In der Schlacht von Rehe gaben die schlecht ausgerüsteten und schlecht kommandierten Truppen von Tang bald auf, trotz des bergigen Geländes und der Schneestürme, die die Japaner behinderten. Einige der Offiziere gingen sogar zu den Japanern über. Als Tang erkannte, dass seine Hauptstadt bald fallen würde, missbrauchte er 200 Lastwagen, die eigentlich für den Nachschub seiner Armee eingeplant waren, um seine Reichtümer nach Tianjin zu überführen. Als der Tross gestoppt wurde und die Fracht an der Chinesischen Mauer aufgebracht wurde, ordnete der Marschall Zhang Xueliang an, Tang zu arrestieren. Er floh aus der Provinz mit einer zweihundert Mann starken Leibwache nach Chahar, zusammen mit den Resten seiner Provinzial-Einheiten.
Am 10. September 1933 traf sich Tang mit Fang Zhenwu, Ji Hongchang und Liu Guitang, den verbliebenen Führern der Chahar Anti-Japanischen Volk-Armee bei Yunzhou, wo die Armee neu aufgestellt wurde. Tang wurde zum Stellvertretenden Haupt-Kommandanten ernannt. Liu Guitang wurde von Song Zheyuan allerdings überzeugt, die Seiten zu wechseln und hielt dann Tang davon ab, sich mit Ji und Fang in ihrem Marsch auf Beijing zu beteiligen. Nach dem Scheitern von Fang Zhenwu und Ji Hongchang, wandte sich Tang gegen Liu Guitang und jagte ihn im Dezember 1933 aus Chahar hinaus.
Im Mai 1934 wurde Tang Hauptratgeber von Song Zheyuan im Kommando der Beijing-Regierung und der 29. Armee. Sechs Monate später musste er zurücktreten, zog sich daraufhin in seine Residenz in Tianjin zurück und lebte dort, bis er im Mai 1937 verstarb.